# Llista de reivindicacions territorials
Aquesta és una llista de reivindicacions territorials de territoris disputats. Es denominen territoris disputats aquells territoris terrestres o marítims, sobre els quals dos o més Estats disputen la seva sobirania o no han establert o demarcat les seves límits fronterers. Per regla general estan sota l'administració d'un Estat que no reconeix la reclamació territorial d'un altre Estat, o en menys casos són àrees terrestres o marítimes sobre les quals cap posseeix el control efectiu o només ho té parcialment.
S'inclouen també en aquest annex aquells territoris que, havent estat dividits, les parts no es reconeixen mútuament o aquells que pertanyent a un Estat busquen establir-se com a Estats sobirans de ple dret o s'han constituït ja de fet. S'enumeren també territoris que romanen sota ocupació militar d'un altre Estat, àrees arrendades i disputes territorials dormides o congelades.

## Controvèrsies en curs entre estats membres de l'ONU

### Àfrica
| Territori | Reclamants                      | Notes |
| --- | ------------------------------- | --- |
| Abyei, Heglig, Jodha, Kafia Kingi i Kaka | Sudan · Sudan del Sud           | Sudan i Sudan del Sud reclamen la zona. La zona ha estat controlada pel Sudan des del 2012. |
| Banc du Geyser | Madagascar · Comores · França   | França reclama l'escull com a part de les Illes Esparses de l'Oceà Índic, un districte de les Terres Australs i Antàrtiques Franceses. |
| Bassas da India, illa Europa i illa Juan de Nova | França · Madagascar             | De facto part de les Terres Australs i Antàrtiques Franceses. |
| Bir Tawil | Sudan · Egipte                  | De jure terra de ningú. Egipte i Sudan reclamen diferents fronteres en les quals tindrien el triangle d'Halaib, deixant Bir Tawil a l'altre. Com ambdós reclamen el Triangle Hala'ib, ningú reclama Bir Tawil. |
| Ceuta i Melilla | Espanya · Marroc                | Administrades per Espanya com a ciutats autònomes. |
| Txagos | Regne Unit · Maurici            | Administrat com a part del Territori Britànic de l'Oceà Índic |
| Ras Doumeira i illa Doumeira | Eritrea · Djibouti              | Bases del conflicte fronterer entre Djibouti i Eritrea de 2008. Territori disputat ocupat per Eritrea després de la retirada de mantenidors de pau de Qatar al juny de 2017. Alternativament transliterat com a Muntanyes Dumaira. |
| Illes Glorioses | França · Madagascar · Comores   | De facto part del territori Terres Australs i Antàrtiques Franceses. |
| Triangle d'Halaib | Egipte · Sudan                  | Anteriorment sota l'administració conjunta; Egipte ara manté el control de facto complet. |
| Heglig | Sudan · Sudan del Sud           | Sudan i Sudan del Sud reclamen la zona. Controlat pel Sudan del Sud a mitjans d'abril de 2012 (però reprès). Considerada internacionalment com a part del Sudan. |
| Triangle d'Ilemi | Kenya · Sudan del Sud           | De facto controlat per Kenya. Les tribus etíops han utilitzat i incursionat la terra, però el govern etíop mai no va fer cap reclam, i va acceptar que era sudanès en els tractats de 1902, 1907 i 1972. |
| Illes Chafarinas | Espanya · Marroc                | Administrada per Espanya des de 1848. Originalment no reclamades i deshabitades, França va decidir ocupar les illes, però Espanya es va fer càrrec d'elles abans que fossin capaç d'arribar-hi. |
| Jodha | Sudan del Sud · Sudan           | Tant Sudan com Sudan del Sud reclamen la zona. |
| Kafia Kingi | Sudan del Sud · Sudan           | Tant Sudan com Sudan del Sud reclamen la zona. |
| Kaka | Sudan del Sud · Sudan           | Tant Sudan com Sudan del Sud reclama la zona. |
| KaNgwane | Sud-àfrica · Eswatini           | Swazilàndia afirma que els territoris que reclama van ser confiscats durant els temps colonials. L'àrea reclamada per Swazilàndia és l'antic bantustan de KaNgwane, que ara forma les parts septentrionals dels municipis locals de Jozini i uMhlabuyalingana a KwaZulu-Natal, i la part sud de Nkomazi, la part sud-est d'Umjindi i la part oriental dels municipis locals d'Albert Luthuli a Mpumalanga.                                                 |
| Vila de Koualou i voltants | Burkina Faso · Benín            | Burkina Faso i Benín mantenen una disputa fronterera en aquesta àrea vora la triple frontera de 68 km² prop de Togo. En una reunió de 2008, es va declarar que el territori era una zona neutral, ni burkinabesos ni beninesos. D'acord amb l'Agència de Refugiats de l'ONU el 2015, hi havia problemes de nens apàtrides nascuts a la zona, però una oficina de registre civil de Benín ha pres el control del registre de naixements a la zona.          |
| Vila de Kpéaba (vora Sipilou/Siquita) | Costa d'Ivori · Guinea          | L'exèrcit de Guinea va ocupar aquest poble durant un mes de gener a febrer de 2013, abans de retirar-se en la preparació de les converses. Al desembre de 2016, soldats i civils de Guinea van atacar el poble, van matar 1 i van ferir altres, abans de tornar al seu costat de la frontera. Segons el ministre de Defensa de Guinea, havia demanat a l'exèrcit de Guinea que no enviés cap soldat a aquesta zona i que no participés en aquest incident. |
| Àrea vora Logoba/districte de Moyo | Sudan del Sud · Uganda          | [ 16 ] |
| Frontera vora Chiengi, província Lunchinda-Pweto | Zàmbia · R.D. del Congo         | |
| Mayotte | França · Comores                | Mitjançant el referèndum de 2009, la població es va convertir en un departament d'ultramar de França, i n'esdevingué el 31 de març de 2011. |
| Illes de la badia de Mbamba, llac Malawi | Tanzània · Malawi               | Les illes Lundo i Mbambo es reclamen com a part del llac, ja que Malawi reclama la costa d'acord amb el tractat angloalemany de 1890. |
| Illa Mbañie, Cocotiers i illa Congas | Gabon · Guinea Equatorial       | Illes reclamades a Corisco, valuoses pel seu petroli. |
| Illa Migingo i més al nord, la proximitat de les illes de Lolwe, Oyasi, Remba, Ringiti i Sigulu, totes una disputa sobre els drets marítims al Llac Victòria. | Kenya · Uganda                  | |
| Nombroses illes al riu Congo | Rep. del Congo · R.D. del Congo | |
| Algunes illes al riu Ntem | Camerun · Guinea Equatorial     | |
| Ogaden | Somàlia · Etiòpia               | Zona històricament i actualment habitada per somalis i part de controvèrsia en curs. La violència va augmentar després de la guerra d'Ogaden. Grups com el Front Nacional d'Alliberament de l'Ogaden volen alliberar-lo d'Etiòpia i tornar a formar part de Somàlia. |
| Nombroses viles vora el riu Okpara | Benín · Nigèria                 | |
| Línia fronterera del riu Orange | Namíbia · Sud-àfrica            | Namíbia afirma que la frontera es troba al llarg del mig del riu, mentre que Sud-àfrica afirma que es troba al llarg del marge nord |
| Illes Alhucemas | Espanya · Marroc                | |
| Peñón de Vélez de la Gomera | Espanya · Marroc                | |
| Illa Perejil | Espanya · Marroc                | Després de l'incident de 2002, tots dos països van acordar tornar a l'"statu quo" anterior a l'incident. |
| Ras Doumeira i illa Doumeira | Eritrea · Djibouti              | |
| La vall de Rufunzo i Sabanerwa | Ruanda · Burundi                | |
| Illa Rukwanzi i la vall del riu Semliki | R.D. del Congo · Uganda         | |
| Illa Sindabezi | Zàmbia · Zimbàbue               | |
| Socotra | Iemen · Somàlia                 | Somalia, tot i que no ha reclamat formalment l'arxipèlag, va demanar que les Nacions Unides examinés "l'estatus" de l'arxipèlag de Socotra (és a dir, si "pertanyés" al Iemen o més aviat a Somàlia). |
| Sud-est d'Algèria | Algèria · Líbia                 | , |
| Illa de Tromelin | França · Maurici ·              | De facto part de Terres Australs i Antàrtiques Franceses. |
| Sortint de Wadi Halfa | Egipte · Sudan                  | |

### Àsia

Reivindicacions territorials al Mar de la Xina Meridional

| Territori | Reclamants | Notes |  |
| --- | --- | --- |  |
| Illes Ashmore i Cartier | Austràlia · Indonèsia | ndonèsia sosté que les illes, conegudes a Indonèsia com Kepulauan Pasir, van ser descobertes i habitades per pescadors de la zona de primera illes Petites de la Sonda, que llavors eren part de les Índies Orientals Holandeses. |  |
| Aarsal, Deir El Aachayer, Kfar Qouq, Mazraat Deir al-Ashayer, Qaa, Qasr i Tuffah | Líban · Síria | |  |
| Abu Musa | Iran · Emirats Àrabs Units | |  |
| Alt Karabakh i set districtes adjacents | Artsakh · Armènia · Azerbaidjan                                                                                               | Reconegut internacionalment com a part de l'Azerbaidjan, de facto controlat per l'Alt Karabakh amb suport d'Armènia. |  |
| Enclavaments Bhutanesos al Tibet: Cherkip Gompa, Dho, Dungmar, Gesur, Gezon, Itse Gompa, Khochar, Nyanri, Ringung, Sanmar, Tarchen, Doklam i Zuthulphuk | República Popular de la Xina · Bhutan ·                                                                                       | Possiblement també la República de la Xina. |  |
| Azad Kashmir | Pakistan Índia | Administrat pel Pakistan i reclamat per l'Índia. Part del conflicte del Caixmir. |  |
| Jammu i Caixmir | Índia Pakistan | Part del conflicte de Caixmir. Tant l'Índia com el Pakistan reclamen l'antic estat principesc de Jammu i Caixmir el que provocà la guerra indopakistanesa de 1947. Un alto el foc de l'ONU va posar fi al conflicte el gener de 1949. La resolució de l'ONU exigia que els dos països desmilitaritzessin la regió, després de la qual se celebraria un plebiscit. No obstant això, no es podria acordar un pla de desmilitarització acceptable per als dos països. Ambdós van lluitar dues guerres més en la guerra en 1965 i 1971. Després d'aquesta última guerra, els països van arribar a l'Acord de Simla, acceptant una Línia de control entre les seves respectives regions i comprometent-se amb una resolució pacífica de la disputa a través de les relacions diplomàtiques. Una insurrecció insurrecció armada va esclatar el 1989 al Cairmir administrada per l'Índia, exigint ls "independència". El Pakistan es creu que proporciona armes i entrena als insurgents. |  |
| Diverses àrees: Dak Jerman/Dak Duyt, Dak Dang/Dak Huyt, the La Drang area and the islands of Baie/Koh Ta Kiev, Milieu/Koh Thmey, Eau/Koh Ses, Pic/Koh Thonsáy | Cambodja · Vietnam | |  |
| Disputa fronterera del monestir David Gareja | Geòrgia · Azerbaidjan | |  |
| Demchok, Chumar, Kaurik, Shipki Pass, Jadh, i Lapthal | República Popular de la Xina · India · República de la Xina                                                                   | Àrees disputades entre Aksai Chin i el Nepal. |  |
| Doi Lang | Myanmar · Tailàndia | |  |
| Fasht Ad Dibal i Qit'at Jaradah | Bahrain · Qatar | Aquests no van ser inclosos a la sentència del Tribunal Internacional de Justícia de 2001, com a elevacions de la marea baixa. |  |
| Algunes àrees a la vall de Ferganà | Kirguizstan · Tadjikistan · Uzbekistan                                                                                        | El Kirguizstan: un petit poble kirguís, Barak, a la regió de la Vall de Ferganà (on es troben el Kirguizstan, el Tadjikistan i l'Uzbekistan) limita al nord, a l'oest i al sud amb l'Uzbekistan. Tadjikistan: Hi ha tres exclavaments tadjics, tots ells a la vall de Ferganà. Un d'ells, el poble de Sarvan, està envoltat per territoris usbecs, mentre que els dos restants, el poble de Vorukh i un petit poblat situat a prop de l'estació de tren de Kairagatx, queden rodejats per territoris kirguisos. L'Uzbekistan: Hi ha quatre exclavaments uzbekes, tots dins del territori kirguís a la vall de Fergana. Dos d'ells són els pobles de Sokh i Shakhimardan i els altres dos els petits territoris de Txong-Kara i Dzhangail. Pot haver un cinquè enclavament uzbek a l'interior del Kirguizstan. La major part de la frontera de la zona encara no està delimitada.                                                                                                   |  |
| Alts del Golan | Israel · Síria | Territori sirià capturat per Israel el 1967 (la Guerra dels Sis dies), i annexat per Israel el 1981 (el 2008, una sessió plenària de l'Assemblea General de les Nacions Unides va votar per 161-1 a favor d'una moció sobre el "Golan sirià ocupat "que va reafirmar el suport a la resolució 497 de les Nacions Unides, Nacions Unides, 5 de desembre de 2008). Des de l'esclat de la guerra civil siriana en 2011, Síria actualment no controla directament les àrees a l'est dels Alts del Golan. |  |
| Gran i Petit Tunb | Iran · Emirats Àrabs Units | |  |
| Vall d'Isfara | Kirguizstan · Tadjikistan | |  |
| Ambalat | Indonèsia · Malàisia | |  |
| Llenca de 24 milles al pas fronterer de Kabaw | Índia · Myanmar | |  |
| Regió de Kalapani el riu Susta, Antudanda i Nawalparasi | Índia Nepal | Tots administrats per l'Índia. |  |
| Exclavament d'Artsvashen de la província de Guegharkunik, de iure part d'Armènia; exclavament de Karki de la República Autònoma de Nakhtxivan, Yukhari Askipara i Barkhudarli, exclavaments del raion Qazakh de iure part de l'Azerbaidjan; "Yaradullu" és controlat per l'Azerbaidjan ocupant la major part del territori de iure armeni. | Armènia · Azerbaidjan | L'Azerbaidjan i Armènia han controlat aquestes àrees com a part de la guerra de l'Alt Karabakh. |  |
| Illes Kuria Muria | Oman · Iemen | |  |
| Península de Corea (Corea) | Corea del Nord · Corea del Sud                                                                                                | La República Popular Democràtica de Corea administra Corea del Nord, però l'article 1 de la Constitució de Corea del Nord diu: "La República Popular Democràtica de Corea és un Estat socialista independent que representa els interessos de tot el poble coreà". La República de Corea administra Corea del Sud, però l'article 3 de la Constitució de Corea del Sud diu: "El territori de la República de Corea estarà format per la península de Corea i les illes adjacents." |  |
| Kula Kangri i àrees muntanyenques a l'oest del cim, més l'oriental districte de Haa de Bhutan | República Popular de la Xina · Bhutan                                                                                         | Possiblement també la ROC. |  |
| Sud de les illes Kurils (Territoris del Nord) | Rússia · Japó | |  |
| Roques de Liancourt | Corea del Sud · Japó | Controlat per Corea del Sud des de 1954 però reclamat per Japó en 1905 |  |
| Illa del riu Muhurichar | Índia · Bangladesh | Controlat per l'índia però reclamat per Bangladesh. |  |
| Algunes ilels al riu Naf | Bangladesh · Myanmar | |  |
| Noktundo | Rússia · Corea del Sud | |  |
| Part de l'EEZ generada per les illes Natuna | Indonèsia · República Popular de la Xina · República de la Xina                                                               | La República Popular de la Xina afirma que l'aigua de les illes Natuna que es troba sota la línia de nou traços de pesca tradicional xinesa. La República de la Xina a Taiwan també reclama la zona. |  |
| Illes Paracel | República Popular de la Xina · República de la Xina · Vietnam                                                                 | Totalment controlades per la Xina però reclamade per el Vietnam i Taiwan |  |
| "Pedra Branca"; nombrosos illots a l'entrada oriental de l'Estret de Singapur | Singapur · Malàisia | El Tribunal Internacional de Justícia va resoldre el 23 de maig de 2008 que la sobirania sobre Pedra Branca pertany a Singapur; La sobirania sobre les roques mitjanes pertany a Malàisia. Va dir que la sobirania sobre South Ledge continuaria sent qüestionada fins que els estats poguessin determinar la propietat de les aigües territorials en què es troba. |  |
| "Punt 20"; una petita superfície de terra recuperada des del mar per Singapur | Singapur · Malàisia | Malàisia reclamà la terra reclamada en les seves aigües territorials |  |
| Part de la vila de Poipet | Tailàndia · Cambodja | |  |
| Àrea de Prachinburi | Tailàndia · Cambodja | |  |
| Àrea del Temple de Preah Vihear (Khao Phra Wihan) | Tailàndia · Cambodja | Complex del temple concedit a Cambodja per una sentència del Tribunal Internacional de Justícia de 1962; "promontori" que mesura 0.3 km² immediatament al costat del temple atorgat a Cambodja per decisió de l'ICJ el 2013; ambdós països reconeixen la continuïtat de la disputa sobre uns 4.3 km² més immediatament al nord-oest de l'àrea controladada el 2013. |  |
| Qarooh i Umm Al Maradim | Kuwait · Aràbia Saudita | |  |
| Sabah (Borneo del Nord) | Malàisia · Filipines | Les Filipines manté una reclamació a la part oriental de Sabah sobre la base del qual el Govern de les Filipines afirma que el territori només és arrendat per l'antic Sultanat de Sulu a la British North Borneo Company, de la qual les Filipines argumenta que havia de ser l'estat successor de tots els antics territoris de Sulu. |  |
| Disputa fronterera entre Aràbia Saudita i els Emirats Àrabs Units | Emirats Àrabs Units · Aràbia Saudita                                                                                          | |  |
| Escull Scarborough | República Popular de la Xina · Filipines · República de la Xina                                                               | Controlat per la PRC des de la tensió per l'escull Scarborough del 2012 |  |
| Illes Senkaku (Diaoyu Tai o Diaoyu Dao) | Japó · República Popular de la Xina · República de la Xina                                                                    | Controlades pel Japó però reclamades per les dues Xines |  |
| Extensió Trans-Karakoram | Índia · República Popular de la Xina                                                                                          | Possiblement també la ROC. Actualment, controlat per la RPX. |  |
| Shatt al-Arab | Iran · Iraq | |  |
| Granges de Xebaa | Israel · Líban · Síria | Situada a la frontera sírio-libanesa, aquesta peça de terra de 27.5 km² va ser annexada per Israel en 1981, juntament amb els Alts del Golan, i això és disputat per el Líban i Síria, que són ajdacents al territori, igual que Israel. |  |
| Glacera Siachen i les Muntanyes Saltoro | India · Pakistan | Controlat per ambdues nacions per igual després de la guerra de Kargil però encara és disputat per ambdues |  |
| Sir Creek | Índia · Pakistan | Una disputa sobre on cau la línia a l'estuari; només es discuteixen petites àrees de terra pantanal, però hi ha un important territori marítim. Actualment dividit a mitja cala. |  |
| Arunachal Pradesh | Índia · República Popular de la Xina · República de la Xina                                                                   | Controlat per India però reclamat ambdues Xines que diputen la validesa de la línia McMahon |  |
| Illes Spratly | República de la Xina (de-facto) · República Popular de la Xina · Vietnam · Filipines (part) · Malàisia (part) · Brunei (part) | Cadascun dels països reclamants, excepte Brunei, controla una o més de les illes individuals. |  |
| Parts del Coll de les Tres Pagodes | Myanmar · Tailàndia | |  |
| Illes Tiran i Sanafir | Egipte · Aràbia Saudita | |  |
| Les illes d'Ukatnyy, Zhestky i Malyy Zhemchuzhnyy | Rússia · Kazakhstan | |  |
| Muntanya Ungar-Too (Ungar-Tepa) | Uzbekistan · Kirguizstan | |  |
| Illa de Vozrojdénia (ara una península) | Kazakhstan · Uzbekistan | |  |

### Oceania
| Territori              | Reclamants                              | Notes |
| ---------------------- | --------------------------------------- | --- |
| Kapingamarangi         | Estats Federats de Micronèsia · Espanya | El 1899, Espanya va vendre "las Carolinas" (les illes Carolines) a Alemanya, però ha reclamat des de 1949 que Kapingamarangi no estava inclosa i, per tant, no estava inclòs en els Estats Units Territori en Fideïcomís de les Illes del Pacífic o ara als Estats Federats de Micronèsia. |
| Illes Matthew i Hunter | Vanuatu · França                        | |
| Esculls Minerva        | Tonga · Fiji                            | Fiji afirma que tot l'escull està submergit a la marea alta, negant-se l'ús de Minerva com a base per a qualsevol sobirania o demanda a la ZEE de Tonga sota la normativa de la UNCLOS. |
| Sikaiana               | Illes Salomó · Estats Units             | Les illes Stewart Islands, ara anomenades Sikaiana, foren cedides al Regne de Hawaii en 1856 i més tard incloses a la República de Hawaii, que va ser annexada pels Estats Units Estats en 1898 i es van convertir en l'incorporat Territori de Hawaii. Els residents reivindiquen que Sikaiana és, per tant, part dels Estats Units, però les illes Salomó, el país més proper, reclamen la sobirania i exerceixen l'autoritat de facto. No se sap que els Estats Units hagin pressionat el seu reclam legal, però sota la Constitució dels Estats Units no pot cedir un territori "incorporat" (o un Estat dels Estats Units)] a un altre potència. ("El Congrés no pot suspendre l'operació de la Constitució en cap territori després d'haver estat sotmès a l'autoritat sobirana dels Estats Units", ... "el que, un cop fet, al meu entendre, és irrevocable." Harlan, Brown, JJ.) |
| Illa de Swains         | Estats Units · Tokelau                  | La demanda de Tokelau no és compatible amb Nova Zelanda, de la qual Tokelau és una dependència. Nova Zelanda reconeix formalment la sobirania dels Estats Units sobre l'illa Swains. |
| Illes Wake             | Estats Units · Illes Marshall           | |

### Europa
| Territori | Reclamants                     | Notes |
| --- | ------------------------------ | --- |
| Mar d'Azov | Rússia · Ucraïna               | ("Jurisdicció mútua") |
| Crimea | Rússia · Ucraïna               | El 2014, les forces russes van ocupar i annexar territoris ucranianos. Com a resultat, Rússia va rebre sancions internacionals |
| Disputa egea, Imia/Kardak                                                                                     | Grècia · Turquia               | Gran nombre de disputes de delimitació sobre espai aeri nacional, aigües territorials i zones econòmiques exclusives. Inclou la disputa Imia/Kardak. |
| Disputa del cim del Mont Blanc                                                                                | França · Itàlia                | |
| Disputa fronterera de Carlingford Lough                                                                       | Irlanda · Regne Unit           | |
| Gibraltar | Regne Unit · Espanya           | Disputa sobre la interpretació del Tractat d'Utrecht i la localització de la frontera. |
| Frontera entre Rússia i Ucraïna                                                                               | Rússia · Ucraïna               | Rússia retarda l'establiment de la frontera amb Ucraïna. |
| Illa de Tuzla i Estret de Kertx; Sarych                                                                       | Rússia · Ucraïna               | El conflicte va sorgir el 2003 quan les autoritats russes van començar a construir una presa a l'illa. Des d'aleshores, Ucraïna va establir una guarnició fronterera a l'illa per a una vigilància més propera. El motiu del conflicte és el fet que la ubicació estratègica de l'illa de Tuzla dona a Ucraïna plens drets sobre el canal principal de l'estret de Kertx i, per tant, l'accés al mar d'Azov. El conflicte es basa en la divisió de la Flota del Mar Negre i un contracte d'arrendament de les instal·lacions navals de Sevastopol.                                                    |
| Llac de Constança                                                                                             | Àustria · Alemanya · Suïssa    | Actualment no hi ha disputa o conflicte, però no hi ha frontera definida. |
| Badia de Dollart                                                                                              | Alemanya · Països Baixos       | El curs exacte de la frontera al voltant de la badia és disputat,encara que els països han resolt el conflicte signat un tractat en 1960. |
| Disputa fronterera del Lough Foyle                                                                            | Irlanda · Regne Unit           | |
| Quatre àrees: el planell de la Tossa, el barranc del Coll de Laquell, i vora el Pic Negre i el pic Montmalús. | Andorra · Espanya              | La frontera reconeguda entre els dos països és difusa en 4 carenes que conformen un 5% de la frontera. Això ha provocat que hi hagi hagut discrepàncies sobre la construcció d'estructures del govern andorrà en unes zones que de trobar-se a la Catalunya autonòmica estarien dins del parc natural de l'Alt Pirineu. |
| Olivenza i Vila Real (inclosa al municipi de Táliga)                                                          | Espanya · Portugal             | En 1801, durant la Guerra de les Taronges, Espanya, amb suport militar francès, va ocupar el territori d'Olivenza (en portuguès Olivença). Durant el Tractat de Viena (1815), les potències signants (inclosa Espanya) van coincidir amb els arguments portuguesos sobre la seva reclamació sobre Olivença, però Espanya mai no va complir el seu deure de retornar a la ciutat d'Olivença i el seu territori a Portugal. |
| Disputa de la frontera entre Croàcia i Sèrbia                                                                 | Croàcia · Sèrbia               | Limitada a àrees al voltant del Danubi Parts dels comtats d'Osijek-Baranja i Vukovar-Sírmia i els districtes de Bačka de l'Oest i Districte de Bačka del Sud. |
| Golf de Piran                                                                                                 | Eslovènia · Croàcia            | Es va signar un acord (i ratificat pel Parlament de Croàcia el 20 de novembre de 2009) per perseguir un arbitratge vinculant tant a la terra com a les parts marítimes d'aquesta disputa contínua. Al 2015 es va descobrir la connivència entre el jutge eslovè en el panell d'arbitratge i un representant del govern eslovè. El Sabor croat va votar a favor de retirar-se de l'arbitratge, citant al·legacions de violacions significatives de les normes d'arbitratge per Eslovènia com a raó. Tot i això, el tribunal d'arbitratge va continuar el seu treball, i va emetre un dictamen el 2017. |
| Prevlaka | Croàcia · Montenegro           | |
| Sastavci | Sèrbia · Bòsnia i Hercegovina  | |
| Illa de Šarengrad                                                                                             | Sèrbia · Croàcia               | |
| Complex militar vora Sveta Gera, a l'àrea de Žumberak/Gorjanci                                                | Eslovènia · Croàcia            | |
| Veliki Školj i Mali Školj (vora Neum)                                                                         | Croàcia · Bòsnia i Hercegovina | |
| Illa de Vukovar                                                                                               | Croàcia · Sèrbia               | |

### Amèrica del Nord
| Territori                                                                                   | Reclamants                  | Notes |
| ------------------------------------------------------------------------------------------- | --------------------------- | --- |
| Plataforma continental a l'est del Golf de Mèxic més enllà de 200 milles nàutiques (370 km) | Cuba · Mèxic · Estats Units | Superposició sobre el buit oriental del Golf de Mèxic entre una superfície de plataforma continental que s'estén més enllà de 200 milles nàutiques des de Cuba, una superfície de plataforma continental que s'estén més enllà de 200 milles nàutiques des de Mèxic i una àrea de plataforma continental que s'estén més enllà de 200 milles nàutiques dels Estats Units. (El cas del buit occidental es va resoldre mitjançant un tractat entre Mèxic i els Estats Units d'Amèrica sobre la delimitació de la plataforma continental al golf occidental de Mèxic més enllà de 200 milles nàutiques, del 9 de juny del 2000.) |

#### Territoris disputats entre Canadà i els Estats Units
| Territori                                          | Reclamat per Canadà             | Reclamat pels Estats Units                |
| -------------------------------------------------- | ------------------------------- | ----------------------------------------- |
| Illa Machias Seal                                  | Nova Brunswick                  | Maine                                     |
| North Rock                                         | Nova Brunswick                  | Maine                                     |
| Estret de Juan de Fuca                             | Colúmbia Britànica              | Washington                                |
| Entrada Dixon                                      | Colúmbia Britànica              | Alaska                                    |
| Mar de Beaufort                                    | Territoris del Nord-oest, Yukon | Alaska                                    |
| Pas del Nord-oest i algunes altres aigües àrtiques | Aigües territorials canadenques | Reclamació de drets de navegació dels EUA |

### Amèrica Central i el Carib
| Territori               | Reclamants                                     | Notes |
| ----------------------- | ---------------------------------------------- | --- |
| Isla Aves               | Veneçuela · Dominica                           | Dominica va abandonar la reclamació a l'illa el 2006, però continua reclamant els mars adjacents, igual que alguns estats veïns.                                                                                  |
| Bajo Nuevo              | Colòmbia · Nicaragua · Jamaica · Estats Units  | Honduras ha reconegut la sobirania de Colòmbia; altres reclamants no ho han fet. El 19 de novembre de 2012, el Tribunal Internacional de Justícia (CIJ) va dictaminar que Colòmbia té sobirania sobre Bajo Nuevo. |
| Segona meitat de Belize | Belize · Guatemala                             | Guatemala formalment reclama tot Belize. |
| Illa Conejo             | Hondures · El Salvador                         | |
| Illa Navassa            | Estats Units · Haití                           | |
| Cayo Sapodilla          | Belize · Guatemala · Hondures                  | Guatemala formalment reclama la totalitat de Belize. |
| Illa de Serranilla      | Colòmbia · Hondures · Nicaragua · Estats Units | Jamaica ha reconegut la sobirania de Colòmbia; altres reclamants no ho han fet. El 19 de novembre de 2012, el Tribunal Internacional de Justícia (CIJ) va dictaminar que Colòmbia té sobirania sobre Serranilla.  |
| Guanacaste              | Costa Rica · Nicaragua                         | |

### Amèrica del Sud
| Territori                                                       | Reclamants             | Notes |
| --------------------------------------------------------------- | ---------------------- | --- |
| Guaiana Essequiba (Guyana a l'oest del riu Essequibo)           | Guyana · Veneçuela     | Veneçuela i Guyana també s'han superposat les reclamacions de la zona marítima. Des de llavors, Barbados i Guyana han signat un acord de cooperació conjunta en aquest àmbit.V |
| Illa d'Anacoco                                                  | Veneçuela · Guyana     | |
| Arroyo de la Invernada o Rincón de Artigas i Vila Albornoz      | Brasil · Uruguai       | Disputa en la regió de 237 km2 (92 sq mi) al riu Invernada vora Masoller, sobre el qual el tributari representa la font legítima del riu Quaraí                                |
| Illes Malvines, Illes Geòrgia del Sud i Sandwich del Sud        | Regne Unit · Argentina | Includosa Shag Rocks. |
| Guaiana Francesa a l'oest del riu Maroni                        | França · Surinam       | |
| Salts del Guaíra/Sete Quedas                                    | Brasil · Paraguai      | Les illes disputades són submergides per l'embassament d'Itaipú. |
| Guyana a l'est de l'alt riu Courantyne                          | Guyana · Surinam       | |
| Illa Brasilera                                                  | Brasil · Uruguai       | Les autoritats uruguaians afirmen que l'illa cau sota el seu departament d'Artigas                                                                                             |
| Illa Suárez/Ilha de Guajará-mirim                               | Bolívia · Brasil       | |
| Golf de Veneçuela i aigües al voltant de l'arxipèlag Los Monjes | Colòmbia · Veneçuela   | Disputa relativa a la frontera marítima indefinida entre ambdós països. |
| Camp de gel patagó sud entre Monte Fitz Roy i Cerro Murallón    | Argentina · Xile       | Parts de la frontera no estan definides oficialment. |

## Controvèrsies contínues que impliquen estats fora de l'ONU
| Territori                                                        | Reclamants | Notes |
| ---------------------------------------------------------------- | --- | --- |
| Abkhazia                                                         | Abkhàzia · Geòrgia | Article principal: Guerra d'Abkhàzia |
| Vila d'Aibga i àrea del voltant                                  | Abkhàzia · Rússia | |
| Part oriental de Bhutan                                          | Bhutan · República de la Xina | |
| Xipre del Nord                                                   | República Turca de Xipre del Nord · Xipre | Xipre del Nord (un estat amb reconeixement limitat) controla i administra la part septentrional de l'illa. La República de Xipre reclama tota l'illa. |
| Banc Macclesfield                                                | República Popular de la Xina · República de la Xina | |
| Xina continental, Hainan, i altres illes controlades per la PRC. | República Popular de la Xina · República de la Xina | |
| Àrea controlava per Moldàvia del districte de Dubăsari           | Moldàvia · República Moldava de Pridnestròvia | |
| Una àrea petita de Gilgit-Baltistan                              | Pakistan · República de la Xina | |
| Kokkina/Erenköy                                                  | República Turca de Xipre del Nord · Xipre | Xipre del Nord controla i administra Kokkina, una àrea separada de la resta de la terra principal a Xipre del Nord a través del territori controlat per la República de Xipre. |
| Franja de Gaza                                                   | Palestina · Govern a Gaza de Hamàs | |
| Heixiazi / Illa Bolshoy Ussuriysky                               | Rússia · República de la Xina | Dividida per la República Popular de la Xina i Rússia el 2004 |
| Hong Kong                                                        | República Popular de la Xina · República de la Xina · | No és clar si el ROC reivindica realment Hong Kong. L'ex president Lee Teng-hui va afirmar que Hong Kong havia d'haver estat retornat al ROC en lloc de la República Popular de la Xina perquè el govern de ROC tenia el manuscrit original del Tractat de Nanking. No obstant això, cap president des de Lee ha fet aquesta reclamació. La ROC mai no va governar Hong Kong, i la seva constitució no inclou Hong Kong com a territori. |
| Israel en la línia verda                                         | Israel · Palestina | Vegeu: conflicte arabo-israelià |
| Part nord de l'estat Kachin                                      | Myanmar · República de la Xina | La part nord a l'oest de les muntanyes Gaoligong (高黎貢山) a Yunnan occidental, Xina, i la Divisió de Sagaing: Jiangxinpo (江心坡) i Nankan (南坎). |
| 106,40 quilòmetres quadrats d'antic territori xinès a Kazakhstan | Kazakhstan · República de la Xina | |
| Kosovo                                                           | Kosovo · Sèrbia | Kosovo és objecte d'una disputa territorial entre Sèrbia i l'autoproclamada República de Kosovo. Aquesta última va declarar la seva independència el 17 de febrer de 2008, mentre que Sèrbia la reclama com a part del seu propi territori sobirà. La seva independència és reconeguda per 113 estats membres de l'ONU. |
| Illa Kutuzov                                                     | Rússia · República de la Xina | |
| Alt Karabakh i set districtes adjacents                          | Armènia · Azerbaidjan | La major part de l'Oblast Autònom de Nagorno-Karabakh i el seu territori del voltant es troben sota control d'Armènia, i són reclamats per Azerbaidjan. |
| Mongòlia Exterior                                                | Mongòlia · República de la Xina | La Mongòlia Exterior ha estat exclosa de les Normes d'aplicació de la llei que regula les relacions entre els pobles de l'àrea de Taiwan i la zona continental des de 2002. No obstant això, Mongòlia Exterior roman part del ROC en la Constitució de la República de la Xina. |
| Part de la província de Ryanggang                                | Corea del Nord · República de la Xina | |
| Part de la divisió administrativa de Rasŏn                       | Corea del Nord · República de la Xina | |
| Seixanta-quatre viles a l'est del riu                            | Rússia · República de la Xina | |
| Ossètia del Sud                                                  | República d'Ossètia del Sud · Geòrgia | Article principal: Conflicte georgiano-osseta |
| Pas fronterer vora Strovilia                                     | Regne Unit · República Turca de Xipre del Nord | Xipre del Nord controla i administra el control fronterer vora Strovilia. · El regne unit el reclama com a part de les claim in regard to its Akrotiri i Dekélia · Tècnicament, això també implica Xipre; el punt de control és en part en zona administrada per l'ONU, i Xipre reivindica tota l'illa. |
| Taiwan, Penghu, Jinmen, Illes Matsu, Illes Pratas                | República de la Xina · República Popular de la Xina | El govern de la República Popular de la Xina reclama tota l'illa de Taiwan, així com algunes illes menors, com ara Penghu, Kinmen, i Matsu, controlades per la República de la Xina). |
| Transnístria (inclosa Bendery)                                   | República Moldava de Pridnestròvia · Moldàvia | |
| Tuvà                                                             | Rússia · República de la Xina | |
| Varnita i Copanca                                                | Moldàvia · República Moldava de Pridnestròvia | |
| Cisjordània i Jerusalem Est                                      | Israel Govern civil d'Israel aplicat a Jerusalem Est Ocupació militar en tots els afers de l'Àrea C i sobre afers de seguretat a l'Àrea B Palestina · té jurisdicció sobre tots els afers de l'Àrea A i els afers civils de l'Àrea B | Vegeu conflicte arabo-israelià |
| Sàhara Occidental                                                | Marroc · República Àrab Saharaui Democràtica | Les Nacions Unides mantenen el Sàhara Occidental en la seva llista de territoris no autònoms i considera que la qüestió de la sobirania no està resolta en espera d'una solució final. Amb aquesta finalitat, l'ONU va enviar una Missió al territori per supervisar un referèndum sobre autodeterminació el 1991, però mai es va celebrar. L'administració va ser renunciada per Espanya el 1976.                                       |

## Disputes en curs dins d'un estat per entitats internes
| Territori                                                                                     | País                         | Reclamants interns                   | Notes |
| --------------------------------------------------------------------------------------------- | ---------------------------- | ------------------------------------ | --- |
| Punto Put                                                                                     | Mèxic                        | Campeche Yucatán Quintana Roo        | Els tres estats reclamen tres fronteres diferents entre ells. |
| Belgaum                                                                                       | Índia                        | Karnataka Maharashtra                | Disputat des de 1956 quan el districte de Belgaum no va ser transferit a Maharashtra. |
| La majoria dels 2.821 km²al voltant de Serra de Ibiapaba                                      | Brasil                       | Ceará Piauí                          | Aquesta disputa es va originar en un decret imperial de 1880. En 1920 es va arbitrar una solució a la disputa, però en la pràctica mai es va dur a terme. El 2008 es van iniciar nous intents de negociació, però es van trencar el 2011 i, a partir del 2013, està pendent una decisió del Supremo Tribunal Federal, un referèndum o un possible acord mutu. |
| Fernando de Noronha                                                                           | Brasil                       | Pernambuco Rio Grande do Norte       | Aquesta disputa es va originar en el període colonial. |
| Hogenakkal                                                                                    | Índia                        | Tamil Nadu Karnataka                 | Actualment administart per Tamil Nadu. |
| Territoris disputats del Nord d'Iraq                                                          | Iraq                         | Iraq · Kurdistan Iraquià             | La regió autònoma del Kurdistan Iraquià reclama i controla parts de les governacions de Nínive, Erbil, Kirkuk i Diyala. |
| Territori tradicional Lubicon entre el riu Peace i el riu Athabasca i el nord del llac Lesser | Canadà                       | Alberta · Nació Índia Lubicon (Cree) | Alberta Septentrional |
| Límit meridional de Labrador                                                                  | Canada                       | Terranova i Labrador · Quebec        | Aquesta va ser antigament una disputa internacional entre Canadà, que incloïa a Quebec i el domini de Terranova, en aquella època un país separat. Encara que el Canadà va acceptar la frontera actual, Quebec mai ho va fer. |
| Districte de Songling i districte de Jiagedaqi                                                | República Popular de la Xina | Mongòlia Interior Heilongjiang       | Els dos districtes pertanyen a Mongòlia Interior, però el districte de Jiagedaqi (urbà) va ser establert com a capital de la prefectura de Daxinganling, a la província de Heilongjiang, i el districte de Songling adjacent sota control efectiu de la província de Heilongjiang. La prefectura de Hulunbuir a Mongòlia Interior disputa activament aquests dos districtes, ja que antigament pertanyien a la Bandera Autònoma Oroqen, Hulunbuir. |
| Belén de Bajirá                                                                               | Colombia                     | Antioquia Chocó                      | Disputats des del 2000, tots dos departaments d'Antioquia i Chocó han reclamat el corregiment com a part dels seus propis municipis respectius. El 2014, enmig d'un augment de les tensions entre els reclamants, el Govern Nacional sota l'Institut Geogràfic Agustín Codazzi va iniciar formalment un procés per trobar una solució a la disputa. |
| Una àmplia secció del paral·lel 35° nord a una milla al sud.                                  | Estats Units                 | Tennessee · Geòrgia                  | A causa d'una mesura inexacta en 1818, Geòrgia afirma com a correcta 35a latitud nord, i ho fa perquè en possibilitat de sequera, tindria accés al riu Tennessee. |
| 51,000 acres a cavall del paral·lel 42° nord                                                  | Estats Units                 | Califòrnia · Oregon                  | Els errors d'ubicació en l'agrimensura de 1868-1870 per demarcar la frontera entre Oregon i Califòrnia van crear una disputa entre Oregón i Califòrnia, que, després de la seva existència, havia establert el paral·lel 42° nord com la seva frontera de iure, basada en el Tractat Adams-Onís de 1819 entre els Estats Units i Espanya. La disputa continua fins avui, ja que Oregon té uns 31.000 acres de Califòrnia, mentre que Califòrnia té uns 20.000 acres d'Oregon. La frontera seguiria el paral·lel 42 en direcció oest, des del meridià 120 a l'oest fins al Pacífic. En comptes d'això fa zigzags, i només un dels nombrosos marcadors de l'agrimensor que es va produir el 1868 es troba en realitat en el paral·lel 42.   |
| Frontera Nou Mèxic-Texas Panhandle                                                            | Estats Units                 | Texas · Nou Mèxic                    | La frontera es va definir com el meridià 103 a l'oest, però una mesura de 1859 la va marcar massa lluny a l'oest, equivocadament posant per les actuals ciutats de Farwell, Texline, i una part de Glenrio a Texas. El projecte de constitució de Nou Mèxic va utilitzar el meridià 103 com es preveia. El Senat de Nou Mèxic va aprovar un projecte de llei per presentar una demanda per recuperar la franja, però no s'ha convertit en llei. La terra i les ciutats són administrades per Texas. |
| parts de Fort Bonifacio                                                                       | Filipines                    | Makati Taguig Pateros                | Disputat des de 1983. Taguig reclama més de 729 hectàrees de terreny a Fort Bonifacio, una àrea administrada per Makati. El 5 d'agost de 2013, la Sisena Divisió del Tribunal d'Apel·lacions de les Filipines va dictaminar que Makati té jurisdicció jurídica sobre la zona, invalidant així la reclamació de Taguig. Taguig no ha abandonat les seves reclamacions i sol·licitarà a la Cort d'Apel·lacions que revoqui la decisió. Pateros també reclama la zona i ha presentat una petició davant la Subdivisió 271 de la Cort Regional de Taguig el 2012 pel que fa a la seva reclamació. Pateros va reiterar les seves reclamacions el 2013 després de la decisió de la Cort d'Apel·lació de la jurisdicció de Makati sobre la zona. |
| Factoria Fabryka Samochodów Małolitrażowych i zonse properes                                  | Polònia                      | Tychy Bieruń                         | El territori ha format part històricament de la ciutat de Bieruń. En els anys 1975–1991 Bieruń era part de Tychy. La fàbrica FSM va romandre a Tychy com a condició de la separació de Bieruń. En la dècada dels 90, Bieruń ha recuperat l'osiedle d'Homera que era part de l'àrea disputada. |

## Antàrtida
El Tractat Antàrtic, format l'1 de desembre de 1959 i que va entrar en vigor el 23 de juny de 1961, estableix el marc legal per a la gestió de l'Antàrtida i proporciona administració per al continent, que es duu a terme a través de les trobades d'un membre consultiu. Impedeix noves reclamacions territorials de tots els signants (excepte EUA. i Rússia) durant el temps que el tractat està vigent. No obstant això, no és un acord final; les parts poden optar per retirar-se del sistema en qualsevol moment. A més, només una minoria d'estats l'ha signat, i no està formalment sancionada per les Nacions Unides. Per tant, l'Antàrtida segueix sent l'única part del planeta on qualsevol estat (no signatari) encara pot reclamar-hi com a terra nullius (perquè no ha estat territori efectiu ni part de cap estat actual)
| Territori              | Reclamants                    | Territori antàrtic                                               |
| ---------------------- | ----------------------------- | ---------------------------------------------------------------- |
| Àrea entre 25°O i 53°O | Regne Unit · Argentina        | Territori Antàrtic Britànic Antàrtida Argentina                  |
| Àrea entre 53°O i 74°O | Regne Unit · Argentina · Xile | Territori Antàrtic Britànic Antàrtida Argentina Antàrtida Xilena |
| Àrea entre 74°O i 80°O | Regne Unit · Xile             | Territori Antàrtic Britànic Antàrtida Xilena                     |

## Disputes històriques, posteriorment resoltes

### Àfrica
| Territori                                                 | Antics reclamants       | Inici de la disputa | Fi de la disputa | Notes |
| --------------------------------------------------------- | ----------------------- | ------------------- | ---------------- | --- |
| Franja d'Agacher                                          | Burkina Faso · Mali     | c. 1960             | 1986             | Després de diversos enfrontaments militars entre Burkina Faso i Mali sobre la Franja d'Agacher, el Tribunal Internacional de Justícia va resoldre el conflicte el 1986 dividint l'àrea disputada de manera aproximada entre els dos països. |
| Franja d'Aouzou                                           | Txad · Líbia            | c. 1973             | 1994             | El 1994, el Tribunal Internacional de Justícia va decidir a favor de la sobirania del Txad sobre la franja d'Aouzou i va acabar amb la reclamació líbia. |
| Badme                                                     | Etiòpia · Eritrea       | 1998                | 2018             | Bases de la guerra entre Eritrea i Etiòpia, que va començar el 1998. Va estar controlada per Etiòpia, malgrat la demarcació que estableix la jurisdicció d'Eritrea. Etiòpia va traslladar colons a la regió en oposició a les resolucions de la Comissió de fronteres entre Eritrea i Etiòpia de l'Acord d'Alger.Però, el 2018 després de la Cimera entre Eritrea i Etiòpia del 2018, Etiòpia va acordar cedir aquest territori a Eritrea. |
| Bakassi                                                   | Camerun · Nigèria       | 1913                | 2006             | Aquesta zona va ser lliurada per Nigèria a Camerun seguint una sentència Tribunal Internacional de Justícia i l'acord de Greentree. |
| Bure                                                      | Etiòpia · Eritrea       | 2002                | 2008             | Eritrea ha acceptat la decisió i ja no hi ha més disputes. |
| Disputa de la frontera Burkina Faso–Níger                 | Burkina Faso · Níger    | c. 1960             | 2013             | La Cort Internacional de Justícia va redefinir la frontera entre Burkina Faso i el Níger el 2013. El 2015, la decisió es va implementar mitjançant l'intercanvi de 18 viles entre els dos països. |
| Part de la regió de Kahemba                               | Angola · R.D. del Congo |                     | 2007             | Després d'un informe de març de 2007 sobre la zona controvertida en la frontera conjunta a la regió de Kahemba, el ministre de l'Interior congolès va admetre que el territori era en realitat part d'Angola i va acordar enviar un equip tècnic per delimitar la frontera al llarg de les línies de la era colonial. Ambdós estats acordaren acabar la disputa el juliol de 2007.                                                         |
| Illa de Lété i illes properes al riu Níger                | Níger · Benín           | c. 1960             | 2005             | El 2005, la Cort Internacional de Justícia va concedir a Lété i 15 de les altres illes en disputa a Níger i les restants nou illes a Benín. |
| Sedudu                                                    | Botswana · Namíbia      | 1890                | 1999             | En 1999 la Cort Internacional de Justícia va atorgar Sedudu a Botswana, acabant amb la reclamació de Namíbia. |
| Tsorona-Zalambessa                                        | Etiòpia · Eritrea       | 2002                | 2008             | Eritrea ha acceptat la decisió i no hi hagut més disputes per l'indret. |
| Yenga (llogaret), i marge esquerre dels rius Makona i Moa | Sierra Leone · Guinea   | c. 1995             | 2013             | Els dos caps d'estat finalitzaren la disputa en 2013. |

### Àsia i el Pacífic
| Territori                                                                           | Antics reclamants                                             | Inici de la disputa | Fi de la disputa | Notes |
| ----------------------------------------------------------------------------------- | ------------------------------------------------------------- | ------------------- | ---------------- | --- |
| Golf de Bengala, frontera marítima entre Bangladesh i l'Índia                       | Índia · Bangladesh                                            | 1974                | 2014             | L'Índia i Bangladesh van participar en vuit rondes de negociacions bilaterals a partir de 1974, però no va ser concloent fins a l'any 2009. A l'octubre de 2009, Bangladesh va prestar serveis a l'Índia amb un avís de procediments d'arbitratge conforme a la UNCLOS. El Tribunal d'Arbitratge va pronunciar la sentència el 7 de juliol de 2014 i va finalitzar la disputa. |
| Possessió adversa d'enclavaments indo-Bangladesh, i límits de la terra no demarcats | Índia · Bangladesh                                            | 1947                | 2015             | Després de partició de Bengala (1947) van sorgir els problemes de possessions adverses, enclavaments i límits no marcats. A l'interior de la part principal de Bangladesh, hi havia 111 enclavaments indis (17,160,63 acres), mentre que a l'interior de la part principal de l'Índia, hi havia 51 enclavaments de Bangladesh (7.110,02 acres). El 1974, Bangladesh va aprovar un tractat proposat, l'Acord de Límit de la Terra, per intercanviar tots els enclavaments dels territoris dels altres, però l'Índia no el va ratificar. Un altre acord va ser acordat el 2011 per intercanviar enclavaments i possessions adverses. Pel que fa a béns adversos, l'Índia va rebre 2.777.038 acres de terra i va transferir 2.267.682 acres a Bangladesh. L'Índia va ratificar l'acord per esmena constitucional el maig de 2015. |
| Illa South Talpatti/New Moore/Purbasha                                              | Índia · Bangladesh                                            | c. 1975             | 2010             | Aquesta disputa antiga sobre una petita illa mai vista a més de dos metres sobre el nivell del mar va ser contestada des de l'aparició de l'illa en la dècada de 1970 fins a la seva desaparició, probablement a causa del canvi climàtic, en la primera dècada dels anys 2000. Encara que les disputes sobre la terra ja no existeixen, la frontera marítima no es va acordar fins al 2014. |
| Sakhalín                                                                            | Imperi rus · Imperi del Japó                                  | 1845                | 1875             | Japó va proclamar unilateralment la sobirania a tota l'illa el 1845, però les seves reclamacions van ser ignorades per l'Imperi rus. El tractat de Shimoda de 1855 va reconèixer que tant Rússia com Japó tenien drets d'ocupació comuns a Sakhalín, sense establir una demarcació territorial definida. A mesura que l'illa fou colonitzada a la dècada de 1860 i 1870, aquesta ambigüitat va provocar una creixent fricció entre els pobladors. Els intents del shogunat de Tokugawa per comprar tota l'illa de l'Imperi Rus van fracassar, i el nou govern Meiji no va poder negociar una partició de l'illa en territoris separats. En 1875 pel Tractat de Sant Petersburg (1875), el Japó va acordar renunciar als seus reclams sobre Sakhalin a canvi de la propietat indiscutible de les illes Kurils. El 1905, sota el Tractat de Portsmouth, Japó va guanyar Sakhalin fins al paral·lel 60º, però la va perdre de nou el 1945. |
| Muntanyes del Pamir                                                                 | Tadjikistan · República Popular de la Xina                    | 1877                | 2011             | El govern tadjik va cedir 1.158 km² a la Xina, mentre que la Xina va renunciar a reclamar 28.000 km² while PRC sobre el territori restant amb la ratificació final d'un tractat el gener de 2011. |
| Illa de Palmas (actual Miangas)                                                     | Illes Filipines · Índies Orientals Neerlandeses               | 1906                | 1928             | Disputa entre els Estats Units i els Països Baixos sobre l'illa de Palmas situada al sud de les Filipines, que era llavors territori americà. Els Països Baixos van creure que les illes formaven part de les Índies Orientals holandeses. La disputa territorial es va resoldre a través del cas de l'Illa de Palmas, que va decidir que l'illa de Palmas pertany als Països Baixos. L'illa de Palmas, actual illa de Miangas, actualment forma part d'Indonèsia. |
| Província de Hatay                                                                  | Turquia · Síria                                               | 1938                | 2004             | Territori cedit de Síria a Turquia durant el Mandat francès per Síria i Líban, mai reconegut formalment per Síria, però el va abandonar el 2004. |
| Riu Yalu (sobirania disputada d'algunes illes)                                      | República Popular de la Xina · Corea del Nord · Corea del Sud | 1949                | 2005             | L'assignació a Corea del Nord de totes les grans illes del baix riu Yalu, incloses Pidan i Sindo a la desembocadura, ara és clar. Els drets marítims del riu continuen compartits entre les dues nacions. |
| Vall de Shaksgam Valley                                                             | Pakistan · (encara reclamat per: · Índia · R.P. de la Xina)   | 1947                | 1963             | Pakistan va renunciar a la seva reclamació a la República Popular de la Xina; L'Índia no ho va fer. |
| Península del Sinaí                                                                 | Israel · Egypt                                                | 1967                | 1982             | Durant la Guerra dels Sis dies, Israel va ocupar el Sinaí. Va ser retornat el 1982 sota els termes del Tractat de Pau Egipte-Israel (1979). |
| Taba                                                                                | Israel · Egypt                                                | 1979                | 1989             | Quan Egipte i Israel estaven negociant la posició exacta de la frontera en preparació del tractat de pau de 1979, Israel va declarar que Taba havia estat al costat otomà d'una frontera acordada entre els otomans i l'Egipte britànic el 1906 i, per tant, havia estat un error en els seus dos acords anteriors. Encara que la major part del Sinaí va ser retornat a Egipte el 1982, Taba va ser l'última porció a retornar. La qüestió es va presentar a una comissió internacional. El 1988, la comissió va fallar a favor d'Egipte, i Israel va tornar Taba a Egipte el 1989. |
| Turtle Islands                                                                      | Illes Filipines · North Borneo                                |                     | 1930             | Disputa entre els Estats Units i el Regne Unit sobre les Turtle Islands situades al sud de les Filipines, que era llavors territori americà. En un tractat de 1930, el Regne Unit va reconèixer la sobirania americana sobre les illes i es va acordar que els britànics continuarien administrant l'illa fins que els Estats Units expressessin el seu interès per fer-se càrrec del control de les illes després d'un any. Quan Filipines va obtenir la plena independència dels Estats Units el 1946, Filipines va invocar el tractat i els britànics van lliurar les illes a les Filipines el 1947. |
| Cisjordània, inclosa Jerusalem Est                                                  | Israel · Jordània                                             | 1967                | 1988             | Durant la Guerra de Sis dies, Israel va conquistar aquests territoris des de Jordània. Després, Jordània va renunciar a la reclamació en el territori, recolzant en canvi la seva inclusió en una futura Palestina. |
| Ligitan i Sipadan                                                                   | Malàisia · Indonèsia                                          | 1969                | 2002             | La sentència del Tribunal Internacional de Justícia de 2002 va atorgar dues illes a Malàisia, però va deixar inestable la frontera marítima immediata al sud-oest i l'oest de les illes entre Malàisia i Indonèsia. |
| Illes Hawar                                                                         | Qatar · Bahrain                                               | 1971                | 2001             | Antigament disputades entre Qatar i Bahrain, va ser resolt per la Cort Internacional de Justícia (CIJ) a la Haia. En la decisió de juny de 2001, Bahrain va mantenir les Illes Hawar i Qit'at Jaradah, però va deixar caure reclamacions a l'illa Janan i Zubarah al Qatar continental, mentre que Qatar va conservar importants àrees marítimes i els seus recursos. L'acord ha fomentat l'objectiu d'establir definitivament la frontera amb l'Aràbia Saudita i els esforços de mediació liderats per l'Iraq. |
| Pulau Batek/Fatu Sinai                                                              | Indonèsia · Timor Oriental                                    | 2002                | 2004             | Cedides per Timor Oriental a Indonèsia l'agost de 2004. |
| Disputa fronterera entre Aràbia Saudita i els Emirats Àrabs Units                   | Aràbia Saudita · Iemen                                        | 1934                | 2000             | Finalitzada amb el Tractat de Jeddah (2000). |

### Amèriques
| Territori                                  | Antics reclamants | Inici de la disputa | Fi de la disputa | Notes |
| ------------------------------------------ | --- | ------------------- | ---------------- | --- |
| Conflicte fronterer d'Alaska               | United States · Canada | 1821                | 1903             | Disputat entre els Estats Units i el Canadà (llavors un domini britànic amb els seus afers exteriors controlat des de Londres). La disputa s'havia iniciat entre els imperis rus i britànic en 1821 i va ser heretada pels Estats Units a conseqüència de la compra d'Alaska el 1867. Es va resoldre mitjançant l'arbitratge el 1903 amb una delegació que incloïa 3 estatunidencs, 2 canadencs, i un delegat britànic que es va convertir en el vot decisiu. Per una votació de 4 a 2, la resolució final va afavorir la posició estatunidenca. Canadà no va obtenir una sortida dels camps d'or de Yukón al mar. La decepció i la ira a Canadà es van dirigir menys als Estats Units, i més al govern britànic per trair els interessos canadencs en la recerca d'una relació amistosa entre la Gran Bretanya i els Estats Units. |
| Guerra d'Aroostook                         | United States · Amèrica del Nord britànica                                                                                               | 1838                | 1842             | Frontera disputada entre l'estat de Maine i les províncies de Nova Brunswick i Baix Canadà. |
| Corredor d'Atacama                         | Bolívia · Xile | 1879                | 1904             | |
| Disputa de Chamizal                        | United States · Mexico | 1898                | 1963             | Frontera disputada en la regió d'El Paso/Ciudad Juárez. |
| Concessions de Nova Hampshire/Vermont      | New Hampshire/New York/Vermont | 1749                | 1791             | En 1664 el rei Carles II va decidir que la riba oest del riu Connecticut era la frontera oriental de Nova York, de manera que aquesta província incloïa tot el que més tard es va convertir en l'estat de Vermont. Durant 1749-64, el governador Benning Wentworth de Nova Hampshire va emetre més d'un centenar de "concessions", oferint terrenys a la venda a l'oest del riu en el que es convertiria en Vermont. El 1764, el rei Jordi III va intentar posar fi a la controvèrsia al decidir que la regió pertanyia a Nova York. Però Nova York no reconeixia els reclams de propietat de nombrosos colons basatsn en les concessions de Wentworth, de manera que els governs locals i les milícies es van resistir al govern de Nova York. El 1777, els polítics del territori en disputa ho van declarar independent de Nova York, Gran Bretanya i Nova Hampshire, anomenant-lo Estat de Vermont. Vermont va existir durant 14 anys com un país independent de facto no reconegut, considerat per Nova York com un districte en rebel·lió. Les negociacions entre Nova York i Vermont en 1790 van eliminar impediments a l'ingrés a la Unió de Vermont en 1791. |
| Delaware Wedge                             | Delaware · Maryland · Pennsylvània | 1750s               | 1921             | Un gore creat quan es van definir les fronteres de les colònies de Maryland, Delaware i Pennsylvania. La disputa sobre les fronteres entre les tres colònies data de la fundació de cadascuna a mitjan segle xvii. Es van establir una sèrie de línies i arcs definits per estatut per resoldre les disputes, la més famosa de les quals era la línia Mason-Dixon. La Wedge va quedar fora de les tres colònies (i posteriorment estats dels Estats Units), i va seguir sent una qüestió de disputa fins que es va resoldre formalment assignar Wedge a Delaware en 1921. |
| Marge oriental de la badia de Narragansett | Colònia de Rhode Island i Plantacions de Providence Colònia de Plymouth (fins 1691) Província de la Badia de Massachusetts (des de 1691) | 1636                | 1898             | Reclamat per Rhode Island i la colònia de Plymouth. El reclam de Plymouth va ser heretat per la recentment creada Província de la Badia de Massachusetts quan aquesta última va ser creada en 1691 a partir de la fusió de les primeres Colònies de Badia de Massachusetts i Plymouth. Un reial decret en 1746 va assignar la terra a Rhode Island, però Massachusetts va continuar pressionant la seva reclamació fins a 1898. |
| Illa Martín García                         | Argentina · Uruguai | 1879                | 1973             | Després que comencés oficialment la Conquesta del Desert en 1879, molts líders indígenes capturats s'hi van quedar. L'illa va ser traslladada a la jurisdicció de la Marina argentina el 1886. La distància de l'illa del territori uruguaià és de menys de dues milles i el seu estatut jurisdiccional va ser establert formalment pel Tractat de Río de la Plata entre Uruguai i Argentina el 19 de novembre de 1973. |
| Cordillera del Cóndor-Río Cenepa           | Perú · Equador | 1828                | 1998             | |
| Laude de la Serralada dels Andes           | Argentina · Xile | 1881                | 1902             | Després de la signatura del Tractat fronterer de 1881 entre Xile i Argentina es van considerar diferents interpretacions sobre si els límits màxims andins (afavorint l'Argentina) o la divisòria continental (afavorint Xile) es consideraven com a límit. |
| Disputa Puna de Atacama                    | Argentina · Xile | 1889                | 1898             | |
| Illa de Clipperton                         | Mèxic · França | 1897                | 1931             | Disputat entre França i Mèxic. El 28 de gener de 1931, el rei Víctor Manuel III d'Itàlia, elegit com a àrbitre neutral, finalment va declarar Clipperton com a possessió francesa, i s'ha mantingut relativament indiscutible des de llavors. |
| Conflicte del Beagle                       | Argentina · Xile | 1898                | 1982             | |
| Disputa de Río Encuentro-Alto Palena       | Argentina · Xile | 1913                | 1966             | |
| Laguna del Desierto                        | Argentina · Xile | 1949                | 1994             | |
| Missouri                                   | Estats Units · Estats Confederats d'Amèrica                                                                                              | 1861                | 1865             | Després de la secessió de Missouri, l'Estat de Missouri va ser reclamat pels Estats Units i els Estats Confederats fins a la derrota de la Confederació en la Guerra Civil Nord-americana |
| Frontera de Nova Hampshire i el Canadà     | Estats Units · Regne Unit | 1783                | 1842             | Els termes mal definits del Tractat de París (1783) al final de la Guerra Revolucionària van deixar la frontear de l'estat de Nova Hampshire i del Canadà en dubte. La manca d'una definició precisa del "cap del nord-oest del riu Connecticut" tal com es defineix pel Tractat de París va deixar la terra que ara és la ciutat de Pittsburg (Nova Hampshire), dins de la jurisdicció conflictiva dels Estats Units i Gran Bretanya. El 1832, els residents de la zona van establir la República d'Indian Stream de curta durada a la zona; la minúscula població de la nació putativa mai va excedir de 300. La frontera finalment es va resoldre definitivament pel Tractat Webster-Ashburton de 1842. |
| Illes Sverdrup                             | Noruega · Regne Unit | 1928                | 1930             | El 1928 Noruega va declarar la seva sobirania sobre les Illes Sverdrup. Les illes prenen el nom de l'explorador noruec Otto Sverdrup, que les va explorar i va cartografiar des de 1898 fins a 1902 amb el vaixell Fram , encara que algunes estaven habitades prèviament pels inuits. Sverdrup va reclamar les illes per Noruega, però el govern noruec no va continuar la reclamació fins a 1928. En aquest punt, el govern noruec va plantejar la reclamació, principalment per utilitzar les illes com a moneda de canvi en negociacions amb el Regne Unit sobre l'estatut de l'illa de l'Àrtic Jan Mayen i de l'antàrtida illa Bouvet. L'11 de novembre de 1930, Noruega va cedir les Illes Sverdrup a Canadà, a canvi del reconeixement britànic de la sobirania de Noruega sobre Jan Mayen. |
| San Andrés y Providencia                   | Colòmbia · Nicaragua | 1928                | 2012             | |
| Compromís de Tacna–Arica                   | Xile · Perú | 1883                | 1929             | |
| Frontera de l'Oceà Pacífic                 | Xile · Perú | 1985                | 2014             | |
| Terra d'Eric el Roig                       | Dinamarca · Noruega | 1931                | 1933             | |
| Part nord de l'illa Calero                 | Costa Rica · Nicaragua | 2010                | 2018             | |
| Illa de Hans                               | Canadà · Dinamarca | 1974                | 2022             | Era reclamada tant per Canadà com per Dinamarca (com a part de Grenlàndia). Finalment la van dividir entre els dos estats el 14 de juny de 2022. |

### Europa
| Territori                                   | Antics reclamants                                   | Inici de la disputa | Fi de la disputa | Notes |
| ------------------------------------------- | --------------------------------------------------- | ------------------- | ---------------- | --- |
| Brègovo                                     | Bulgària · Regne de Sèrbia                          | 1885                | 1886             | Bulgària i Sèrbia es van enfrontar en una breu guerra per una petita vila fronterera anomenada Brègovo i aquesta ha estat reconeguda com a frontera des d'aleshores. |
| Illes Åland                                 | Finlàndia · Suècia                                  | 1917                | 1920             | Suècia i Finlàndia van argumentar sobre el control de les Illes Åland (localitzades entre Suècia i Finlàndia). El mMoviment Åland (Ålandsrörelsen) volia que Åland s'unifiqués amb la seva antiga pàtria Suècia (Finlàndia i Åland pertanyien a Suècia abans de 1809). El moviment va reunir signatures de més de 7.000 habitants d'edat legal a les illes Åland el 1917 (que era al voltant del 96% de la població), tots van donar suport a la unió amb Suècia. Quan Finlàndia es va independitzar (6 de desembre de 1917), Suècia va voler un plebiscit sobre el futur de les Illes Åland per resoldre el problema. Finlàndia s'hi va negar i va argumentar que les illes Åland sempre havien estat una part natural de Finlàndia, fins i tot quan Finlàndia estava sota el domini suec. Suècia va apel·lar a la Societat de Nacions referint-se al dret de la població a determinar a quin país pertanyia. Després d'estudiar l'assumpte de prop, la Societat de Nacions va decidir que Finlàndia retenia la sobirania sobre la província, però que les illes Åland havien de ser un territori autònom. El primer ministre suec va dir que no acceptava el veredicte, però també va dir que Suècia no utilitzaria la força militar per obtenir les seves reclamacions. |
| Illa Graham                                 | Regne de les Dues Sicílies · Malta · França · Spain | 1831                | 1831             | Una disputa entre el Regne de les Dues Sicílies, la Colònia britànica de Malta, el Regne de França i el Regne d'Espanya es va produir després que l'illa volcànica va aparèixer el 1831. Els britànics van ser els primers a reclamar l'illa com a part de Malta, i van ser seguits per les Dues Sicílies i França, mentre que Espanya expressava les seves ambicions per controlar l'illa. L'illa va desaparèixer el desembre de 1831 i es va aturar la disputa. Una bandera siciliana fou baixada a l'illa submergida l'any 2000 per mostrar reclamacions italianes a la zona. Ja no es discuteix per Gran Bretanya, França, Espanya o Malta. |
| Lampedusa                                   | Sicília Malta                                       | 1800                | 1814             | L'illa va ser controlada per les tropes britàniques com a part "de facto" del Protectorat de Malta a partir de 1800. Després d'enviar una comissió reial britànica en 1812, el nou governador de Malta, Sir Thomas Maitland, va retirar tropes britàniques i l'illa va tornar a Sicília. |
| Tenedos                                     | Turquia · Grècia                                    | 1920                | 1923             | L'11 d'agost de 1920, després de la Primera Guerra Mundial, el Tractat de Sèvres amb el derrotat Imperi Otomà va concedir l'illa a Grècia, que havia participat en la guerra al costat dels Aliats el maig de 1917. El nou govern turc de Mustafa Kemal Atatürk, amb seu a Ankara, que no era part del tractat, va enderrocar el govern otomà, que havia signat però no ratificat el tractat. Després que la Guerra d'Independència Turca va acabar amb la derrota grega a Anatòlia i la caiguda de Lloyd George i les seves polítiques de l'Orient Mitjà, les potències occidentals van acordar el Tractat de Lausana amb la nova República Turca el 1923. Aquest tractat va concddir Tenedos i Imbros a Turquia, i garantir un estatut administratiu especial i autònom per donar cabuda als grecs. |
| Irlanda del Nord                            | Regne Unit · Irlanda                                | 1920                | 1998             | Antigament es va disputar entre Irlanda i el Regne Unit des de la partició el 23 de desembre de 1920, es va resoldre per l'Acord de Divendres Sant el 1998, quan Irlanda va modificar la seva constitució. Tots dos països van reconèixer que el territori podia unir-se a la resta d'Irlanda si s'aprovava la cessió mitjançant referèndums separats a Irlanda del Nord i la República d'Irlanda. |
| Pytalovo (Abrene a Letònia)                 | Rússia · Letònia                                    | 1991                | 2007             | Pytalovo va formar part de la Letònia independent com Abrene fins que Letònia va ser ocupada i annexada per la Unió Soviètica i Abrene es va adherir a la RFSS de Rússia el 1948. Letònia va disputar la jurisdicció russa sobre la regió fins a deixar-ho en un tractat fronterer amb Rússia el 2007. |
| Ivangorod i districte de Pechorsky          | Rússia · Estònia                                    | 1991                | 2007             | Rússia els va reconèixer com a part d'Estònia amb el Tractat de Tartu (1920). Després de la caiguda de la Unió Soviètica, Rússia va continuar administrant-la. Algunes fonts sostenen que Estònia reclama la zona. |
| Sevastopol                                  | Rússia · Ucraïna                                    | 1993                | 1997             | El 28 de juliol de 1993, un dels líders de la Societat Russa de Crimea, Viktor Prusakov, va afirmar que la seva organització estava preparada per a un motí armat i l'establiment de l'administració russa a Sevastopol. El maig de 1997, Rússia i Ucraïna van signar el Tractat de pau i amistat, descartant les reclamacions territorials de Moscou a Ucraïna. |
| Mar Negre i l'Illa de les Serpents          | Ucraïna · Romania                                   | 2004                | 2009             | El 2004, Romania va presentar un cas al Tribunal Internacional de Justícia i va afirmar que l'illa de les Serpents d'Ucraïna era una roca inhabitable sota els estàndards de la UNCLOS i, per tant, no era elegible per exercir influència sobre la determinació del límit marítim entre els dos estats. Durant els temps soviètics, l'illa era una petita estació naval amb un far. El 2007, el parlament ucraïnès va aprovar l'establiment d'un petit llogaret allí, Bile, com a part de la ciutat de Vylkove, óblast d'Odessa. La qüestió de la frontera marítima va ser resolta pel Tribunal Internacional de Justícia el 2009. |
| Regió de Vílnius                            | Lituània · Polònia                                  | 1920                | 1945             | Durant la guerra poloneso-soviètica, els exèrcits polonesos van entrar a la regió de Vílnius, que era aleshores part de la República Socialista Soviètica de Belarús. En 1920, el general polonès Lucjan Zeligowski va liderar el cop d'Estat i va establir la República de Lituània Central que va ser annexada a la Segona República Polonesa després de la guerra com a part de la històrica Confederació de Polònia i Lituània i deguda als polonesos ètnics de la regió. Lituània va traslladar la seva capital a Kaunas sense renunciar a la seva reclamació a Vilnius. Els lituans van trobar suport de la Unió Soviètica per la seva causa signant el Tractat d'Assistència Mútua Soviètica-Lituà en 1939. Després de la invasió soviètica de Polònia va quedar sota control soviètic i va passar a formar part de la República Socialista Soviètica de Lituània després de la Segona Guerra Mundial i una gran quantitat de polonesos ètnics van ser deportats dos cops. Després de la caiguda de la Unió Soviètica i la Declaració de Restabliment de la Independència de l'Estat de Lituània, la regió de Vílnius va tornar a formar part de Lituània. |
| Passetto di Borgo prop de ciutat del Vaticà | Itàlia · Ciutat del Vaticà                          | 1870                | 1991             | El Papa Joan Pau II va reconèixer la sobirania d'Itàlia sobre el Passetto el 18 de maig de 1991. |

### Antàrtida
| Territori | Antics reclamants    | Inici de la disputa | Fi de la disputa | Notes |
| --------- | -------------------- | ------------------- | ---------------- | --- |
| Bouvet    | Noruega · Regne Unit | 1927                | 1929             | El Regne Unit va reclamar aquesta illa antàrtica com a illa Lindsay / Liverpool a partir d'avistaments que es remunten a 1808, però Noruega hi va desembarcar el 1927. El novembre de 1929, Gran Bretanya va renunciar a la seva reclamació sobre l'illa. |